# Toliaranella meridionalis
Espèce
Toliaranella meridionalis est une espèce de pseudoscorpions de la famille des Feaellidae.

## Distribution
Cette espèce est endémique de la région Androy à Madagascar. Elle se rencontre dans la réserve spéciale du Cap Sainte-Marie.

## Description
Le mâle holotype mesure 1,82 mm et la femelle paratype 2,33 mm, les mâles mesurent de 1,75 à 1,90 mm.

## Systématique et taxinomie
Cette espèce a été décrite par Lorenz, Loria, Harvey et Harms en 2022.

## Étymologie
Son nom d'espèce lui a été donné en référence au lieu de sa découverte, le Sud.

## Publication originale
- Lorenz, Loria, Harvey & Harms, 2022 : « The Hercules pseudoscorpions from Madagascar: A systematic study of Feaellidae (Pseudoscorpiones: Feaelloidea) highlights regional endemism and diversity in one of the “hottest” biodiversity hotspots. » Arthropod Systematics & Phylogeny, vol. 80, p. 649-691.